# رزدیل (ایندیانا)
رزدیل، ایندیانا (به انگلیسی: Rosedale, Indiana) یک شهرک در ایالات متحده آمریکا است که در شهرستان پارک، ایندیانا واقع شده‌است.

## خصوصیات
رزدیل ۱٫۰۴ کیلومترمربع مساحت و ۷۲۵ نفر جمعیت دارد و ۱۶۳ متر بالاتر از سطح دریا واقع شده‌است.